# Loona (chanteuse)
Pour les articles homonymes, voir Loona et Carisma.
Loona, de son vrai nom Marie-Jose van der Kolk, est une chanteuse, auteure-compositrice et danseuse néerlandaise hispanophone, née le 16 septembre 1974 à IJmuiden aux Pays-Bas, également connue sous le nom de Carisma.

## Biographie
C'est sur l'île de Majorque en Espagne, là où elle a commencé à danser que Marie rencontre DJ Sammy. Désirant devenir chanteuse, Sammy lui donne sa chance. Ils commencent donc à enregistrer des chansons sous le nom de DJ Sammy feat. Carisma avec Life is Just a Game, qui a été leur premier succès (en 1996). Ce single a été suivi par You Are My Angel, Prince of Love et Golden Child. Toutes ces chansons ont été réunies pour leur premier album Life Is Just A Game.
À l'été 1998, Marie prend le pseudonyme de Loona, toujours produite par DJ Sammy. Le premier single est une reprise de la chanson Bailando du groupe de musique belge Paradisio. Il atteint le sommet des charts allemands en 1998. En automne de la même année, un autre single Hijo de la Luna, reprise du groupe espagnol de Mecano, atteint le numéro 1 des charts allemands. Ces singles sont extraits de son premier album solo appelé Lunita, qui est un album en espagnol.
En 2011, elle atteint la 4e place du Top singles France avec son single Vamos a la Playa, reprise de la chanteuse espagnole Miranda. Après Vamos a la Playa, elle a sorti un nouveau single El Tiburon.
2016, elle sort le single " Badam ", une chanson composée par Mounir Belkhir.

## Discographie

### Albums
| Année | Titre           | Positions | Positions | Positions | Positions |
| Année | Titre           | ALL       | AUT       | SUI       |           |
| ----- | --------------- | --------- | --------- | --------- | --------- |
| 1999  | Lunita          | 13        | 8         | 7         |           |
| 1999  | Entre dos aguas | 57        | —         | 49        |           |
| 2000  | Greatest Hits   | —         | —         | —         |           |
| 2001  | Baila Mi Ritmo  | —         | —         | —         |           |
| 2002  | Colors          | 84        | —         | —         |           |
| 2005  | Wind Of Time    | —         | —         | —         |           |
| 2008  | Moonrise        | —         | —         | —         |           |
| TBA   | Summer Dance    | —         | —         | —         |           |

### Singles
| Année                                                                           | Titre                                      | Positions | Positions | Positions | Positions | Positions | Album                   |
| Année                                                                           | Titre                                      | AT        | DE        | FR        | CH        | NL        | Album                   |
| ------------------------------------------------------------------------------- | ------------------------------------------ | --------- | --------- | --------- | --------- | --------- | ----------------------- |
| 1995                                                                            | Life Is Just a Game                        | -         | -         | -         | -         | -         | Life Is Just a Game     |
| 1996                                                                            | You're My Angel                            | -         | -         | -         | -         | -         | Life Is Just a Game     |
| 1997                                                                            | Prince of Love                             | -         | 24        | -         | -         | -         | Life Is Just a Game     |
| 1997                                                                            | Golden Child                               | -         | 63        | -         | -         | -         | Life Is Just a Game     |
| 1998                                                                            | Magic Moment                               | -         | 47        | -         | -         | -         | Life Is Just a Game     |
| 1998                                                                            | Bailando                                   | 3         | 1         | -         | 1         | 14        | Lunita                  |
| 1998                                                                            | Hijo de la Luna                            | 3         | 1         | -         | 2         | 21        | Lunita                  |
| 1999                                                                            | Donde Vas                                  | -         | 26        | -         | 40        | -         | Lunita                  |
| 1999                                                                            | In 2 Eternity                              | -         | 31        | -         | -         | -         | In 2 Eternity           |
| 1999                                                                            | Mamboleo                                   | 8         | 3         | -         | 4         | -         | Entre Dos Aguas         |
| 1999                                                                            | Salvador Dali                              | -         | 63        | -         | 80        | -         | Entre Dos Aguas         |
| 2000                                                                            | La Vida Es Una Flor                        | -         | 55        | -         | -         | -         | Entre Dos Aguas         |
| 2000                                                                            | Navidad                                    | -         | -         | -         | -         | -         | Entre Dos Aguas         |
| 2000                                                                            | Latino Lover                               | 9         | 6         | -         | 6         | 40        | Greatest Hits           |
| 2001                                                                            | Baila Mi Ritmo                             | 52        | 40        | -         | 34        | -         | Baila Mi Ritmo          |
| 2001                                                                            | Viva el Amor                               | -         | 42        | -         | 75        | -         | Baila Mi Ritmo          |
| 2002                                                                            | Rhythm of the Night                        | 18        | 4         | -         | 30        | -         | Baila Mi Ritmo          |
| 2002                                                                            | Colors                                     | -         | 79        | -         | -         | -         | Colors                  |
| 2002                                                                            | Sunlight                                   | -         | 50        | -         | -         | -         | Heaven (DJ Sammy album) |
| 2002                                                                            | The Boys of Summer                         | -         | 25        | -         | -         | -         | Heaven (DJ Sammy album) |
| 2004                                                                            | Tears in Heaven                            | -         | 46        | -         | -         | -         | Wind of Time            |
| 2004                                                                            | Rise Again                                 | -         | 53        | -         | 88        | -         | The Rise                |
| 2005                                                                            | Oye el Boom                                | 70        | 32        | -         | 44        | -         | Everybody on the Floor  |
| 2007                                                                            | Everybody on the Floor (Uh La La La)       | -         | -         | -         | -         | -         | Everybody on the Floor  |
| 2008                                                                            | Por la Noche                               | -         | 64        | -         | -         | -         | Moonrise                |
| 2008                                                                            | Salam Aleikoum                             | -         | -         | -         | -         | -         | Moonrise                |
| 2009                                                                            | Parapapapapa                               | -         | 34        | -         | -         | -         | Summer Dance            |
| 2010                                                                            | Vamos a la Playa                           | -         | 32        | 4         | 16        | -         | Summer Dance            |
| 2010                                                                            | El Cucaracho, El Muchacho (feat. Movetown) | -         | 67        | -         | -         | -         | Summer Dance            |
| 2011                                                                            | El Tiburon                                 | -         | 43        | -         | -         | -         | Summer Dance            |
| « — » indique que la chanson ne s'est pas classée dans le hit-parade de ce pays |                                            |           |           |           |           |           |                         |